# Законодательство США об авторском праве в сфере сценического искусства
Авторское право в сфере сценического искусства закрепляется за продуктом сразу после его создания. В принципе, как и во многих других случаях права на интеллектуальную собственность. Для постановки художественной работы нужно получить соответствующие лицензии. Единственным исключением из этого правила являются работы, которые уже есть в списках общественного достояния, например, произведения Уильяма Шекспира. Находится работа в свободном доступе или нет – это зависит от даты ее создания. Если работа не находится в архивах общественного достояния, то для использования ее материалов необходимо получить лицензию. Довольно часто лицензию на бродвейскую постановку называют опционом.

## Опционы
Продюсер, чтобы поставить бродвейское шоу, должен приобрести опцион, предусматривающий уплату комиссии. Опцион – это возможность убедиться в том, что продюсер серьезно относится к постановке своего шоу, и в доказательство этого вносит предоплату. За обычную бродвейскую пьесу продюсер платит $5000, и тем самым получает на нее право на следующие шесть месяцев. Чтобы восстановить опцион еще на следующие шесть месяцев, нужно доплатить $2,500, а затем $5,500 за любой срок не более двенадцати месяцев. Иногда третье обновления требует, чтобы у продюсера был режиссер, звезда, или театр, которые могли бы реализовать эту постановку. Все это делается, чтобы убедиться, что продюсер серьезно относится к постановке спектакля или мюзикла.
Обычно опцион на бродвейскую постановку предоставляет продюсеру привилегированные права. То есть, сделать свое шоу в Нью-Йорке или, возможно, даже в Лондоне. Опцион также может включать в себя гастроли с этой постановкой. Однако право на постановку шоу в других местах, кроме названных выше, в привилегированные права не включено. Кроме того, можно получить права на коммерческое использование, позволяющие выпуск альбомов и их продажу. Такие права предоставляются по договоренности. Если продюсер имеет часть вспомогательных прав автора, это означает, что первый получает долю прибыли от всех любительских спектаклей, теле- или киноверсий этой постановки. Эти права, как правило, действительны только в течение определенного согласованного периода времени.
Авторское право нужно закрепить за всеми составляющими постановки. Например, в мюзикле нужно отдельно получить права на сценарий, на тексты песен и на саму музыку.
Продюсер также может нанять сценариста, что может квалифицироваться как работа по найму с авторским правом на служебные произведения (произведения, созданные в порядке выполнения служебных обязанностей или служебного задания). В таком случае исключительное авторское право на продукт перейдет к продюсеру этого шоу. Договоренность об авторском праве на служебные произведения прописывается в контракте.
Во многих случаях, права на отдельную или на все сразу составляющие мюзикла/пьесы распределяются между различными компаниями, которые представляют права и интересы деятелей искусства. Вместо того, чтобы иметь дело непосредственно со своими клиентами, эти компании контролируют соблюдение их прав.

## Где получить авторские права
Существует несколько компаний, представляющих деятелей искусства и их авторские права. Эти компании уверяют, что автор должен получать кредит или наличные за пользование его/ее работой. Вот несколько примеров:
ASCAP – это американское общество композиторов, авторов и издателей, членами которой являются соответственно композиторы, авторы песенных текстов и поэты-песенники.BMI (Broadcast Music, Inc.) тоже защищает права авторов песен и композиторов.Компания "Роджерс & Гаммерштайн" представляет интересы авторов и правообладателей многих театральных постановок.
Не все из этих компаний занимаются лицензированием драматических произведений. Драматическим исполнением спектакля может быть что угодно: как выполнение всего драматического произведения, как мюзикл, так и концерт с несколькими авторскими песнями. ASCAP не выдает лицензии на дрампроизведения, а вот компания "Роджерс & Гаммерштейн" этим занимается. Примером не драматического произведения, например, является мюзикл с песнями из радиопроигрывателя.

## Авторские права артистов
Если работа над постановкой не является работой по найму (контракту), большинство артистов, которые принимают в ней участие, то есть делают свой вклад в постановку, имеют авторские права на нее, как только она будет завершена. Например, работа хореографов защищена авторским правом. Согласно американскому бюро по авторским правам, для того, чтобы хореография была защищена авторским правом ее необходимо "зафиксировать на материальном носителе, с которого она может быть выполнена". В обычном мюзикле такое действие делает работу хореографа защищенной авторским правом. Это означает, что даже самый простой его/ее танец, защищенный авторским правом, не может быть выполнен снова без его/ее разрешения и определенной оплаты.
Хотя актеры и не имеют авторских прав на тексты своих выступлений или на движения, которые они выполняют, они все же вправе запретить запись или трансляцию их выступлений. Кроме того, они также имеют право требовать, чтобы их имя было связано с той частью спектакля, в которой они играли.
Сейчас возникают некоторые споры по поводу того, имеет ли продюсер авторские права на услуги режиссера в пьесе или мюзикле. Еще не существует ни одного официального решения данного вопроса.

## Последние разногласия в области авторского права
При получении прав на спектакль или мюзикл нужно убедиться, что ряд передач правового титула последовательный, то есть не прерванный, цельный. Это означает, что если мюзикл или спектакль основаны на книге, то, чтобы сделать возможной законную постановку спектакля/пьесы на Бродвее или в Лондоне, крайне важно приобрести авторские права на саму книгу.
В 2010 году это стало проблемой при постановке мюзикла "Пелая!" на Бродвее. В мюзикле, сначала поставленном на офф-Бродвее, потом на Бродвее, а затем в Лондоне, подробно рассказывается о жизни Пелая Аникулапо Куте через его собственные песни. Карлос Мур, которого считают единственным официальным биографом Пелая, утверждал, что продюсеры мюзикла просто использовали написанную им биографию и никакой компенсации за эксплуатацию его собственного авторского произведения не предоставили. Он подал иск на $ 5 млн. за нарушение его прав.
Продюсеры постановки заявили, что Карлос Мур знал о шоу, когда его ставили еще на офф-Бродвее, а также принимал участие в интервью. Поэтому причину подачи иска после стольких лет они не поняли.